# Cneo Julio Vero
Cneo o Gneo Julio Vero  fue un militar y senador romano del siglo II, gobernador de Britania entre 154 y 158.

## Carrera pública
Julio Vero nació en 112[cita requerida] en Aequum, Dalmacia, y era probablemente hijo de Sexto Julio Severo, cónsul en 127, gobernador él mismo de Britania entre 131 y 133 y héroe de la campaña contra la rebelión de Bar Kojba durante la cual Roma arrasó Judea.
Sirvió como tribuno militar en la Legio X Fretensis cuando su padre era gobernador en Judea. Sirvió en rápida sucesión como monetalis, como cuestor, como tribuno de la plebe, como pretor y como miembro del colegio de los augures.
Tras la pretura, fue enviado como legado a la Legio XXX Ulpia Victrix en Germania Inferior y luego, de vuelta a Roma, fue responsable del erario de Saturno.
Finalmente llegó al consulado como suffectus hacia 151, con treinta años años de edad.[cita requerida] Tras el consulado, fue enviado como gobernador de Germania Inferior y posteriormente elegido en 154 para hacerse cargo del gobierno de Britania, provincia que se encontraba en esos momentos atravesando una nueva y violenta rebelión de los brigantes que había obligado a abandonar la línea del Muro de Antonino para replegarse al sur.
Julio Vero marchó a su nuevo destino al mando de tropas de refuerzo estacionadas en Germania Inferior y para 157 había vencido completamente a los brigantes. Este pueblo perdió definitivamente todo derecho como estado cliente, fue considerado y tratado como territorio bajo régimen militar y sufrió la confiscación de buena parte de su territorio.

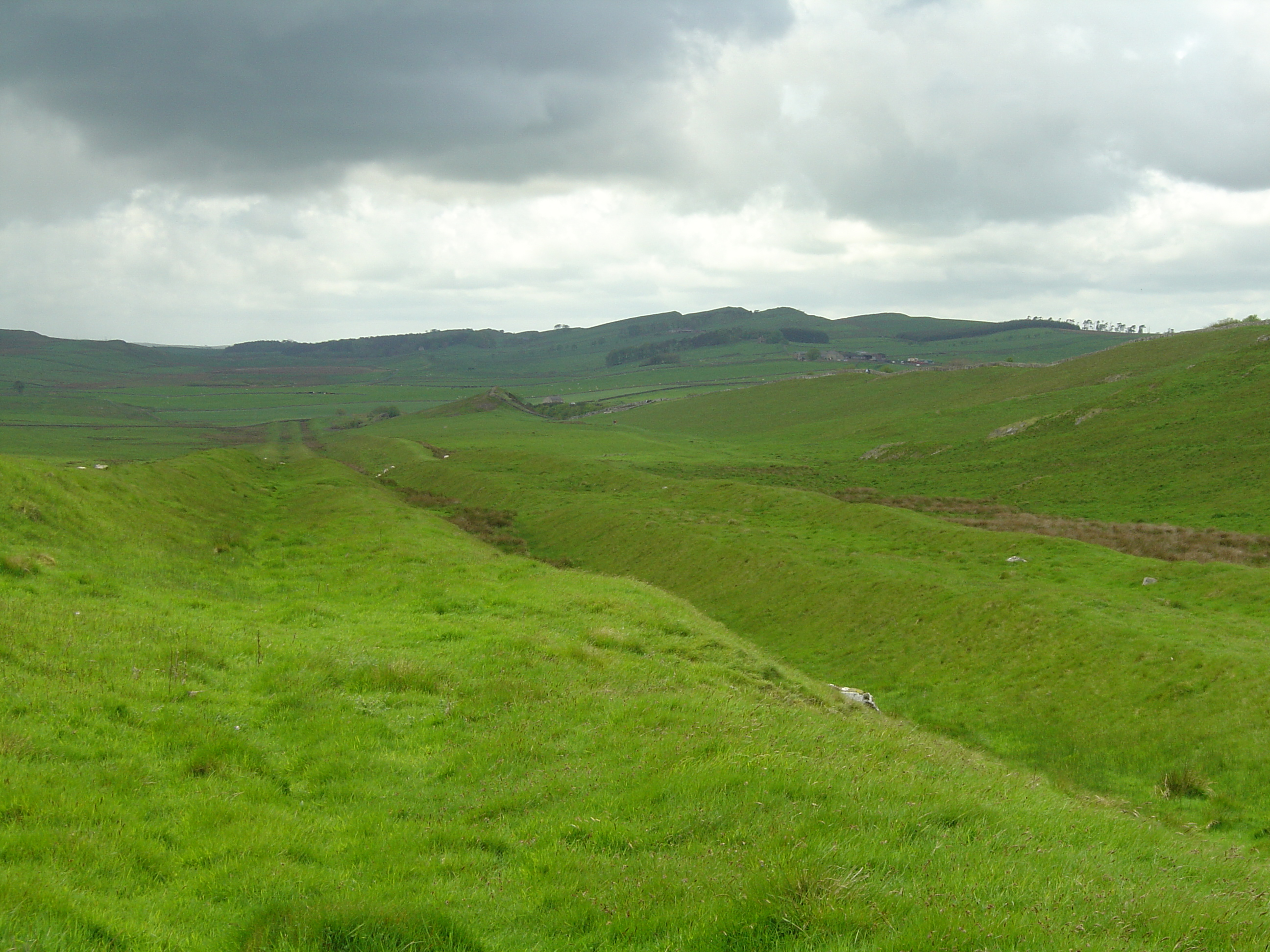
Restos del Vallum, en la Muralla de Adriano.

Para celebrar el triunfo en la campaña del norte, acuñó moneda, concretamente dupondios de bronce.
Tras asegurar el territorio, y considerando que la frontera alcanzada por Quinto Lolio Úrbico y consolidada con el Muro de Antonino era a la larga costosa de sostener y en definitiva insegura, dispuso retrotraer la línea defensiva al Muro de Adriano, el cual hizo reconstruir y mejorar, especialmente el vallum. Fue reemplazado en 158 por Longino.
Bajo el principado de Marco Aurelio, alrededor de 163, fue designado gobernador de Siria, lo que lo dejaba en la primera línea en tiempos de la guerra con el Imperio Parto. Estuvo en el frente hasta el fin de la guerra en 166. Después de esa fecha, tras un período en que habría desempeñado tareas de servicio público en Roma, como ayudar a reclutar la Legio II Italica para las guerras marcomanas, y posiblemente participó de la campaña contra el usurpador Avidio Casio en 177. Propuesto para el consulado nuevamente en 180 murió antes de ocupar el puesto.